# 18th Street gang

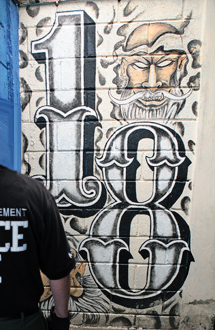
18th Street gang

18th Street gang, cunoscută și sub numele de Calle 18, Barrio 18, Mara 18, sau pur și simplu La18 în America Centrală, este o organizație criminală transnațională multietnică (în mare parte central americană și mexicană) care a început ca o bandă de stradă în Los Angeles. Este una dintre cele mai mari bande criminale transnaționale din Los Angeles, cu 30.000 până la 50.000 de membri în 20 de state din SUA numai și este, de asemenea, aliată cu mafia mexicană . După cum se menționează în Raportul Departamentului de Justiție despre 18th street și despre MS-13, „Aceste două bande au transformat triunghiul nordic al Americii Centrale în zona cu cea mai mare rată de omucidere din lume”.

## Legături externe
- MS-13 Member's Trail Shows Gang's Movement 18th Street Gang/MS-13 Rivalry
- Strohm, Chris (1 august 2005). „DHS touts success of anti-gang operation”. GovExec.com. Arhivat din originalul de la 3 martie 2006. Accesat în 14 martie 2006.
- La Cloaca Internacional: Entrevista de dos horas a integrantes del Barrio 18 (in Spanish)
- FBI.gov
- ICE.gov
- 18th Street Gang on DarkWeb Arhivat în 20 februarie 2020, la Wayback Machine.